# Gyroskopischer Effekt
Die Kreiselwirkung oder der gyroskopische Effekt (von griechisch γύρος gýros, deutsch ‚Drehung‘ und σκοπεῖν skopeîn, deutsch ‚sehen‘ und lateinisch effectus ‚Wirkung‘) ist die sich durch Kreiselmomente und Kreiselkräfte ausdrückende Trägheit eines drehenden Körpers gegenüber Richtungsänderungen der Drehachse. Im Alltag macht sie sich durch die eigentümliche Widerspenstigkeit eines laufenden symmetrischen Kreisels gegen Richtungsänderungen seiner Figurenachse oder der Selbststeuerung bei rollenden Rädern bemerkbar. Andere weniger gebräuchliche Bezeichnungen sind Deviationswiderstand, Deviationsmoment sowie Gyralkraft.
Fast alle Anwendungen des Kreisels basieren auf dem Kreiselmoment bei der regulären Präzession des symmetrischen Kreisels so beim Kurvenkreisel, den Kollermühlen und der gyroskopischen Stabilisierung.

## Gyroskopischer Effekt bei Zweirädern

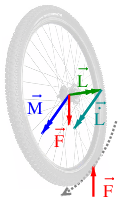
Gewichtskraft und Aufstandskraft (rot) bilden ein Kräftepaar (blau) das den Drehimpuls (grün) dreht (türkis)

Anschaulich ist der gyroskopische Effekt an einem über eine waagrechte Fläche gerollten Fahrradreifen abzulesen. Der Reifen rollt überraschend lange annähernd geradeaus. Ein Drehmoment, das den Reifen um seine Auflage umkippen würde, bewirkt eine Präzession seiner Drehbewegung, siehe Bild. Das heißt, er dreht sich um die senkrechte Achse. In der gekippten Lage im Bild bilden die Gewichtskraft und Aufstandskraft (rot) ein Kräftepaar mit Moment (blau). Nach dem Drallsatz ist das Moment gleich der Drehimpulsänderung (türkis), der der gyroskopische Effekt als Trägheitswirkung entgegengesetzt ist. Daher dreht sich der Drehimpuls (grün) in Richtung des Moments. Da diese Drehung in die gleiche Richtung erfolgt wie die Kipprichtung (kippt der Reifen nach rechts, dreht er sich auch nach rechts), steuert der Reifen sich selbst aus. Dieser Effekt hält nicht unbegrenzt an. Fällt die Rollgeschwindigkeit unter einen bestimmten Wert, dann kippt der Reifen schließlich um.
Entgegen der gängigen Meinung ist der gyroskopische Effekt nur zu einem geringen Anteil dafür verantwortlich, dass sich ein (vorwärts) freilaufendes Fahrrad üblicher Lenkgeometrie selbstständig ausbalanciert. Die Wirkung dieses Effekts auf das (Selbst-)Lenkverhalten des Fahrrades ist geschwindigkeitsabhängig und in einem für Fahrräder üblichen Geschwindigkeitsbereichen (Rotationsgeschwindigkeit des Vorderrades) verhältnismäßig gering ausgeprägt.
Das selbstbalancierende Verhalten von Fahrrädern ist hauptsächlich der Lenkgeometrie zuzuschreiben, bei welcher der reale Aufstandspunkt des Vorderrades hinter dem theoretischen Schnittpunkt zwischen Lenkachse und Boden liegt -- der Aufstandspunkt läuft dem Schnittpunkt nach; man nennt den Abstand zwischen beiden Punkten dementsprechend üblicherweise Nachlauf. Beim Kippen des Rads z. B. nach rechts entsteht durch die Radaufstandskraft ein Moment um die Lenkachse, das einen Lenkeinschlag nach rechts erzeugt. In die gleiche Richtung gehen die Momente, die durch die Gewichte des Vorderrads und des Lenkers um die Lenkachse erzeugt werden.
Diese „geometrische Selbstbalancierung“ wirkt in dieselbe Richtung wie die Präzessionsbewegung des rotierenden und seitlich kippenden Vorderrades. Beide Effekte überlagern sich, wobei der Anteil des gyroskopischen Effekts im für Fahrräder üblichen Geschwindigkeitsbereich i. d. R. lediglich die „geometrische Selbstbalancierung“ stabilisiert.

## Kreiseltheorie
Wenn der Kreisel eine zusätzliche Drehung erfährt, dann gleicht sich die Eigendrehung des Kreisels der zusätzlichen Drehung an. Das ist die Folge der Kreiselwirkung, die also versucht nach der Regel vom gleichsinnigen Parallelismus die Achse der erzwungenen Drehung in Richtung und Orientierung mit der Achse der Eigendrehung zur Deckung zu bringen.
Ungewohnt ist die Kreiselwirkung, weil dem Menschen nur ein Gefühl für die sich in Zug und Druck äußernden Kräfte gegeben ist, nicht so aber für die axiale Natur des Drehmoments, in dem sich die Trägheit des Kreisels ausdrückt. Übt man beispielsweise eine Kraft auf einen Kreisel aus, dann ist das von der Kraft und der Gegenwirkung im Stützpunkt erzeugte Drehmoment senkrecht zur Kraft, weswegen ein schnell rotierender Kreisel einer Kraft mitunter unerwartet senkrecht zu ihrer Wirkungslinie ausweicht. Ein weniger schnell rotierender Körper gibt einem Kraftstoß jedoch durchaus nach.
Die Kreiselwirkung {\displaystyle {\vec {K}}} ist eine d’Alembertsche Trägheitskraft und als solche ein einem angreifenden Moment {\displaystyle {\vec {M}}} entgegengesetzt gleich großes Moment:
{\displaystyle {\vec {K}}=-{\vec {M}}}
Moment und Kreiselwirkung befinden sich im dynamischen Gleichgewicht. Somit entspricht die Kreiselwirkung nach dem Drallsatz {\displaystyle {\vec {M}}={\dot {\vec {L}}}} der negativen Drehimpulsänderung und ist gleich der Summe der Kreiselwirkungen der Euler- und Zentrifugalkräfte im Körper:
{\displaystyle {\vec {K}}={\vec {K}}_{\mathrm {Euler} }+{\vec {K}}_{\text{Zentrifugal}}=-{\dot {\vec {L}}}}
siehe Drallsatz am Starren Körper.

## Einzelbelege
1. 1 2 3 4  Grammel (1920), S. 70.
2. 1 2 3 4 5 6 7  Grammel (1950), S. 60 ff.
3. 1 2  Klein und Sommerfeld (1910), S. 763 f.
4. ↑  Magnus (1971), S. 85.
5. ↑  Klein und Sommerfeld (1910), S. 962.
6. ↑  Grammel (1920), S. 186.
7. ↑  Für die Balancesteuerung reichte eine einzige Zeile Code. auf: heise.de, 2. November 2012.
8. ↑  Neues Freihand-Fahrrad: Die Masse macht's. In: Spiegel online. 15. April 2011.
9. ↑  J. D. G. Kooijman, A. L. Schwab, J. P. Meijaard, J. M. Papadopoulos, A. Ruina: A Bicycle Can Be Self-Stable Without Gyroscopic or Caster Effects. In: Science. Band 332, Nr. 6027, 2011, S. 339–342, doi:10.1126/science.1201959.
10. ↑  Grammel (1950), S. 75.
11. ↑  Grammel (1920), S. 59.